# Spaceguard

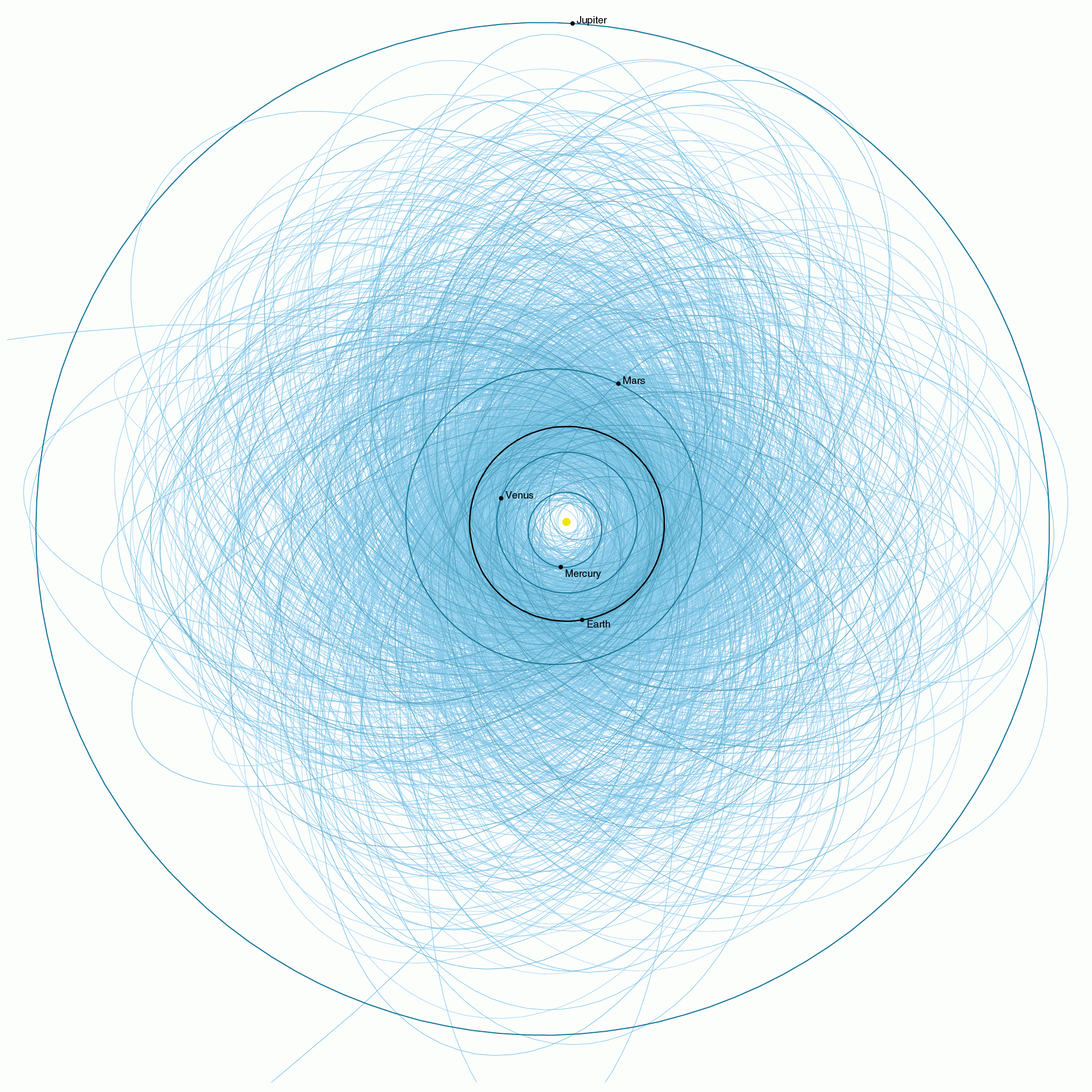
Gràfic de les òrbites dels asteroides potencialment perillosos coneguts (grandària de més de 140 metres (460 peus) i que passen dins dels 7.6 milions de quilòmetres (4.7 × 106 milles) de l'òrbita de la Terra) a principis de 2013 (imatge alternativa).

El terme Spaceguard vagament es refereix a una sèrie d'esforços per descobrir i estudiar objectes propers a la Terra (NEOs per les seves sigles en anglès). Els asteroides són descoberts per telescopis els quals relleven en diverses ocasions grans àrees del cel. Els esforços que es concentren en el descobriment de NEOs són considerats part del "Relleu Spaceguard", independentment de l'organització a la qual estan afiliats.
Diverses organitzacions també han plantejat discussions relacionades i propostes sobre evasió dels impactes d'asteroides.

## Història
Arthur C. Clarke va encunyar el terme en la seva novel·la Encontre amb Rama (1972), on Spaceguard era el nom d'un sistema d'alerta primerenca creat arran d'un catastròfic impacte d'un asteroide. Aquest nom va ser adoptat més endavant per una sèrie d'esforços de la vida real per descobrir i estudiar objectes propers a la Terra.
Un estudi de 1992 del Congrés dels Estats Units va produir un "Informe de la recerca Spaceguard" el que va portar a un mandat que la NASA localitzés el 90% dels asteroides propers a la Terra, més grans a 1 km, en els propers 10 anys. Això es refereix sovint com la "Meta Spaceguard". Una sèrie d'esforços que reben diners a través de la NASA es consideren treballant en el "Projecte Spaceguard".
L'impacte del Cometa Shoemaker-Levy 9 a Júpiter al juliol de 1994 va crear una més gran percepció de la importància de la detecció d'objectes propers a la Terra. Com David Levy va declarar en una entrevista "El factor riure va desaparèixer després de Shoemaker-Levy 9." Es referia a l'actitud contemporània que considerava que els esdeveniments de nivell d'extinció eren improbables i a aquells que advocaven per la investigació per a la detecció i de possibles mètodes de desviació només alarmistes paranoides. L'impacte d'un dels seus fragments va crear una taca fosca gegant de més de 12.000 km de diàmetre, i s'estima que va alliberar una energia equivalent a 6.000.000 megatones de TNT (600 vegades l'arsenal nuclear al món). Després de l'impacte del cometa Shoemaker-Levy 9, els programes de detecció d'asteroides de tot el món van rebre major finançament.
El Grup de Treball sobre els objectes propers a la Terra (WGNEO per les seves sigles en anglès) de la Unió Astronòmica Internacional va realitzar un taller al 1995, titulat Inici de la recerca Spaceguard el que va portar a una organització internacional anomenada Spaceguard Foundation. Posteriorment hi ha hagut associacions Spaceguard o fundacions constituïdes en països de tot el món per donar suport les idees de descobrir i estudiar els objectes propers a la Terra. En general, les organitzacions Spaceguard formades dins de cada país estan associades amb la fundació internacional o amb els esforços de la NASA només pel seu nom, els interessos comuns i objectius similars.
La fita Spaceguard inicial es va aconseguir, tot i que en poc més de 10 anys. Una extensió al projecte va donar a la NASA el mandat de reduir a 140 m la mida mínima en què més del 90% dels asteroides propers a la Terra són coneguts.

## Observacions
El Bòlid del Mediterrani Oriental de 2002, el Bòlid de Vitim (Rússia) del mateix any i el Bòlid de Txeliàbinsk (Rússia, febrer de 2013) no van ser detectats prèviament per cap esforç Spaceguard. El 6 d'octubre de 2008, el meteorit 2008 TC ₃ era per detectat la Catalina Sky Survey (CSS) telescopi d'1,5 metres al Mount Lemmon, i extensament supervisat fins que va arribar a la Terra l'endemà.
Nous projectes de la recerca, com el programa Sistema d'última alerta de l'impacte terrestre d'un asteroide (ATLAS per les seves sigles en anglès) en construcció per la Universitat de Hawai, tenen l'objectiu d'augmentar en gran manera el nombre de petits impactadors (aproximadament 10 m) que es descobreixen abans de la seva reentrada atmosfèrica - en general, amb dies o setmanes d'advertiment, la qual cosa permet l'evacuació de les àrees afectades i la planificació de la mitigació de danys. Això contrasta amb les recerques anteriors i actuals, que s'han centrat a trobar objectes molt més grans (més grans de 100 m) dècades abans dels potencials impactes, en moments quan podien encara ser desviats potencialment.

## Qüestions
Segons va afirmar el Dr. Michael F. A'Hearn en una audiència del Congrés, la missió típica prendria massa temps des de l'aprovació per al seu llançament en cas d'una emergència:
| « | REP. STEWART: ... somos tecnológicamente capaces de lanzar algo que podría interceptar [un asteroide]? ... DR. A'Hearn: No. Si tuviéramos planes de naves espaciales en los libros, eso tomaría un año... me refiero a la misión pequeña típica ... lleva cuatro años a partir de la aprobación para comenzar un lanzamiento… Rep. Chris Stewart (R,UT) i Dr. Michael F. A'Hearn, 10 de abril de 2013 | » |

La manca d'un pla mestre i els perills de les falses alarmes han estat assenyalats per Stefan Lovgren.